# 米德爾維爾 (新澤西州)
米德爾維爾（英語：Middleville）是位於美國新澤西州蘇塞克斯縣的非建制地區。

## 歷史
米德爾維爾的郵局自1842年營運至今。

## 地理
米德爾維爾所處的海拔為高於海平面160米（即525英呎），而該地所採用的時區為UTC-5，即北美东部时区（EST）。同時該地設有夏令時間，為UTC-5調快一小時，即UTC-4（EDT）。